# Марко Лазетић
Марко Лазетић (Београд, 22. јануара 2004) српски је фудбалер, који тренутно наступа за ТСЦ из Бачке Тополе, на позајмици из Милана.

## Репрезентација
Селектор млађих кадета Александар Стевановић уврстио је Лазетића на списак путника за међународни турнир „Пут звезда” у Москви у августу 2019. године. Ту је дебитовао у првом колу, када је постигао погодак у победи од 3 : 2 над домаћом екипом. После постављања на месту селектора репрезентације тог узраста, Саша Илић је Лазетића такође уврстио на свој први списак крајем септембра 2019. Илић је потом наставио да води исту генерацију и у кадетском узрасту, за коју је Лазетић дебитовао на пријатељској утакмици са Мађарском у Сегедину. Селектор омладинске репрезентације Србије, Александар Рогић, позвао је Лазетића за двомеч са одговарајућом екипом Румуније у јуну 2021. Лазетић је на оба сусрета наступио у другим полувременима. На почетку квалификације за Европско првенство, у новембру исте године, наступио је у победи над Северном Македонијом у Елбасану, док је на следећој утакмици био стрелац против домаће селекције Албаније.

## Статистика

### Клупска
Ажурирано 9. јануара 2024.
|                            |          |                     |    |   |   |   |   |   |   |   |    |   |  |  |
| Графичар (позајмица)       | 2020/21. | Прва лига Србије    | 14 | 4 | — | — | — | — | — | — | 14 | 4 |  |  |
|                            |          |                     |    |   |   |   |   |   |   |   |    |   |  |  |
| Црвена звезда              | 2020/21. | Суперлига Србије    | 1  | 0 | 0 | 0 | 0 | 0 | — | — | 1  | 0 |  |  |
| Црвена звезда              | 2021/22. | Суперлига Србије    | 14 | 1 | 0 | 0 | 2 | 0 | — | — | 16 | 1 |  |  |
| Црвена звезда              | Укупно   | Укупно              | 15 | 1 | 0 | 0 | 2 | 0 | — | — | 17 | 1 |  |  |
|                            |          |                     |    |   |   |   |   |   |   |   |    |   |  |  |
| Милан                      | 2021/22. | Серија А            | 0  | 0 | 1 | 0 | — | — | — | — | 1  | 0 |  |  |
| Милан                      | 2022/23. | Серија А            | 1  | 0 | 0 | 0 | 0 | 0 | 0 | 0 | 1  | 0 |  |  |
| Милан                      | Укупно   | Укупно              | 1  | 0 | 1 | 0 | 0 | 0 | 0 | 0 | 2  | 0 |  |  |
|                            |          |                     |    |   |   |   |   |   |   |   |    |   |  |  |
| Рајндорф Алтах (позајмица) | 2022/23. | Бундеслига Аустрије | 10 | 0 | — | — | — | — | — | — | 10 | 0 |  |  |
|                            |          |                     |    |   |   |   |   |   |   |   |    |   |  |  |
| Фортуна Ситард (позајмица) | 2023/24. | Ередивизија         | 8  | 0 | 1 | 0 | — | — | — | — | 9  | 0 |  |  |
|                            |          |                     |    |   |   |   |   |   |   |   |    |   |  |  |
| Каријера                   | Каријера | Каријера            | 48 | 5 | 2 | 0 | 2 | 0 | 0 | 0 | 52 | 5 |  |  |
|                            |          |                     |    |   |   |   |   |   |   |   |    |   |  |  |

### Утакмице у дресу репрезентације
| Репрезентација Србије у узрасту до 15 година старости | Репрезентација Србије у узрасту до 15 година старости                    | Репрезентација Србије у узрасту до 15 година старости                    | Репрезентација Србије у узрасту до 15 година старости                    | Репрезентација Србије у узрасту до 15 година старости                    | Репрезентација Србије у узрасту до 15 година старости                    | Репрезентација Србије у узрасту до 15 година старости                    | Репрезентација Србије у узрасту до 15 година старости | Репрезентација Србије у узрасту до 15 година старости | Репрезентација Србије у узрасту до 15 година старости |
| #                                                     | Датум                                                                    | Такмичење                                                                | Локација                                                                 | Домаћин                                                                  | Резултат                                                                 | Гост                                                                     | Мин.                                                  | Гол                                                   | Реф.                                                  |
| ----------------------------------------------------- | ------------------------------------------------------------------------ | ------------------------------------------------------------------------ | ------------------------------------------------------------------------ | ------------------------------------------------------------------------ | ------------------------------------------------------------------------ | ------------------------------------------------------------------------ | ----------------------------------------------------- | ----------------------------------------------------- | ----------------------------------------------------- |
| 1.                                                    | 16. август 2018.                                                         | Пријатељска утакмица                                                     | Кућа фудбала, Стара Пазова                                               | Србија                                                                   | 2 : 0                                                                    | Уједињени Арапски Емирати                                                |                                                       | [ 21 ]                                                |                                                       |
| 2.                                                    | 10. април 2019.                                                          | Турнир „Влатко Марковић”                                                 | Медулин, Хрватска                                                        | Србија                                                                   | 2 : 3                                                                    | Јужна Кореја                                                             |                                                       | [ 22 ]                                                |                                                       |
| 3.                                                    | 11. април 2019.                                                          | Турнир „Влатко Марковић”                                                 | Медулин, Хрватска                                                        | Грчка                                                                    | 2 : 0                                                                    | Србија                                                                   |                                                       | [ 23 ]                                                |                                                       |
| 4.                                                    | 12. април 2019.                                                          | Турнир „Влатко Марковић”                                                 | Медулин, Хрватска                                                        | Србија                                                                   | 1 : 2                                                                    | Мексико                                                                  | Гол                                                   | [ 24 ]                                                |                                                       |
| 5.                                                    | 14. април 2019.                                                          | Турнир „Влатко Марковић”                                                 | Медулин, Хрватска                                                        | Србија                                                                   | 4 : 1                                                                    | Кина                                                                     | Гол · Гол                                             | [ 25 ]                                                |                                                       |
| 5                                                     | Укупан број утакмица, постигнутих погодака и минута проведених на терену | Укупан број утакмица, постигнутих погодака и минута проведених на терену | Укупан број утакмица, постигнутих погодака и минута проведених на терену | Укупан број утакмица, постигнутих погодака и минута проведених на терену | Укупан број утакмица, постигнутих погодака и минута проведених на терену | Укупан број утакмица, постигнутих погодака и минута проведених на терену | 3                                                     |                                                       |                                                       |

| Репрезентација Србије у узрасту до 16 година старости | Репрезентација Србије у узрасту до 16 година старости                    | Репрезентација Србије у узрасту до 16 година старости                    | Репрезентација Србије у узрасту до 16 година старости                    | Репрезентација Србије у узрасту до 16 година старости                    | Репрезентација Србије у узрасту до 16 година старости                    | Репрезентација Србије у узрасту до 16 година старости                    | Репрезентација Србије у узрасту до 16 година старости | Репрезентација Србије у узрасту до 16 година старости | Репрезентација Србије у узрасту до 16 година старости |
| #                                                     | Датум                                                                    | Такмичење                                                                | Локација                                                                 | Домаћин                                                                  | Резултат                                                                 | Гост                                                                     | Мин.                                                  | Гол                                                   | Реф.                                                  |
| ----------------------------------------------------- | ------------------------------------------------------------------------ | ------------------------------------------------------------------------ | ------------------------------------------------------------------------ | ------------------------------------------------------------------------ | ------------------------------------------------------------------------ | ------------------------------------------------------------------------ | ----------------------------------------------------- | ----------------------------------------------------- | ----------------------------------------------------- |
| 1.                                                    | 21. август 2019.                                                         | Турнир „Пут звезда”                                                      | Арена Чертавово                                                          | Русија                                                                   | 2 : 3                                                                    | Србија                                                                   | Гол                                                   | [ 4 ]                                                 |                                                       |
| 2.                                                    | 23. август 2019.                                                         | Турнир „Пут звезда”                                                      |                                                                          | Узбекистан                                                               | 3 : 0                                                                    | Србија                                                                   |                                                       | [ 26 ]                                                |                                                       |
| 3.                                                    | 5. новембар 2019.                                                        | Пријатељска утакмица                                                     | Академија Дунајска стреда                                                | Словачка                                                                 | 2 : 1                                                                    | Србија                                                                   |                                                       | [ 27 ]                                                |                                                       |
| 4.                                                    | 7. новембар 2019.                                                        | Пријатељска утакмица                                                     | Академија Дунајска стреда                                                | Словачка                                                                 | 0 : 0                                                                    | Србија                                                                   |                                                       | [ 28 ]                                                |                                                       |
| 5.                                                    | 28. фебруар 2020.                                                        | Пријатељска утакмица                                                     | Тренинг камп Стари Аеродром, Подгорица                                   | Црна Гора                                                                | 2 : 3                                                                    | Србија                                                                   |                                                       | [ 29 ]                                                |                                                       |
| 5                                                     | Укупан број утакмица, постигнутих погодака и минута проведених на терену | Укупан број утакмица, постигнутих погодака и минута проведених на терену | Укупан број утакмица, постигнутих погодака и минута проведених на терену | Укупан број утакмица, постигнутих погодака и минута проведених на терену | Укупан број утакмица, постигнутих погодака и минута проведених на терену | Укупан број утакмица, постигнутих погодака и минута проведених на терену | 1                                                     |                                                       |                                                       |

| Репрезентација Србије у узрасту до 17 година старости | Репрезентација Србије у узрасту до 17 година старости                    | Репрезентација Србије у узрасту до 17 година старости                    | Репрезентација Србије у узрасту до 17 година старости                    | Репрезентација Србије у узрасту до 17 година старости                    | Репрезентација Србије у узрасту до 17 година старости                    | Репрезентација Србије у узрасту до 17 година старости                    | Репрезентација Србије у узрасту до 17 година старости | Репрезентација Србије у узрасту до 17 година старости | Репрезентација Србије у узрасту до 17 година старости |
| #                                                     | Датум                                                                    | Такмичење                                                                | Локација                                                                 | Домаћин                                                                  | Резултат                                                                 | Гост                                                                     | Мин.                                                  | Гол                                                   | Реф.                                                  |
| ----------------------------------------------------- | ------------------------------------------------------------------------ | ------------------------------------------------------------------------ | ------------------------------------------------------------------------ | ------------------------------------------------------------------------ | ------------------------------------------------------------------------ | ------------------------------------------------------------------------ | ----------------------------------------------------- | ----------------------------------------------------- | ----------------------------------------------------- |
| 1.                                                    | 10. март 2021.                                                           | Пријатељска утакмица                                                     | Стадион у Сегедину                                                       | Мађарска                                                                 | 4 : 3                                                                    | Србија                                                                   |                                                       | [ 8 ]                                                 |                                                       |
| 1                                                     | Укупан број утакмица, постигнутих погодака и минута проведених на терену | Укупан број утакмица, постигнутих погодака и минута проведених на терену | Укупан број утакмица, постигнутих погодака и минута проведених на терену | Укупан број утакмица, постигнутих погодака и минута проведених на терену | Укупан број утакмица, постигнутих погодака и минута проведених на терену | Укупан број утакмица, постигнутих погодака и минута проведених на терену | 0                                                     |                                                       |                                                       |

| Репрезентација Србије у узрасту до 18 година старости | Репрезентација Србије у узрасту до 18 година старости                    | Репрезентација Србије у узрасту до 18 година старости                    | Репрезентација Србије у узрасту до 18 година старости                    | Репрезентација Србије у узрасту до 18 година старости                    | Репрезентација Србије у узрасту до 18 година старости                    | Репрезентација Србије у узрасту до 18 година старости                    | Репрезентација Србије у узрасту до 18 година старости | Репрезентација Србије у узрасту до 18 година старости | Репрезентација Србије у узрасту до 18 година старости |
| #                                                     | Датум                                                                    | Такмичење                                                                | Локација                                                                 | Домаћин                                                                  | Резултат                                                                 | Гост                                                                     | Гол                                                   | Реф.                                                  |                                                       |
| ----------------------------------------------------- | ------------------------------------------------------------------------ | ------------------------------------------------------------------------ | ------------------------------------------------------------------------ | ------------------------------------------------------------------------ | ------------------------------------------------------------------------ | ------------------------------------------------------------------------ | ----------------------------------------------------- | ----------------------------------------------------- | ----------------------------------------------------- |
| 1.                                                    | 20. април 2021.                                                          | Пријатељска утакмица                                                     | Тренинг центар ФС БиХ, Зеница                                            | Босна и Херцеговина                                                      | 0 : 1                                                                    | Србија                                                                   |                                                       | [ 30 ]                                                |                                                       |
| 2.                                                    | 22. април 2021.                                                          | Пријатељска утакмица                                                     | Тренинг центар ФС БиХ, Зеница                                            | Босна и Херцеговина                                                      | 0 : 2                                                                    | Србија                                                                   |                                                       | [ 31 ]                                                |                                                       |
| 2                                                     | Укупан број утакмица, постигнутих погодака и минута проведених на терену | Укупан број утакмица, постигнутих погодака и минута проведених на терену | Укупан број утакмица, постигнутих погодака и минута проведених на терену | Укупан број утакмица, постигнутих погодака и минута проведених на терену | Укупан број утакмица, постигнутих погодака и минута проведених на терену | Укупан број утакмица, постигнутих погодака и минута проведених на терену | 0                                                     |                                                       |                                                       |

| Репрезентација Србије у узрасту до 19 година старости | Репрезентација Србије у узрасту до 19 година старости                    | Репрезентација Србије у узрасту до 19 година старости                    | Репрезентација Србије у узрасту до 19 година старости                    | Репрезентација Србије у узрасту до 19 година старости                    | Репрезентација Србије у узрасту до 19 година старости                    | Репрезентација Србије у узрасту до 19 година старости                    | Репрезентација Србије у узрасту до 19 година старости | Репрезентација Србије у узрасту до 19 година старости | Репрезентација Србије у узрасту до 19 година старости |
| #                                                     | Датум                                                                    | Такмичење                                                                | Локација                                                                 | Домаћин                                                                  | Резултат                                                                 | Гост                                                                     | Мин.                                                  | Гол                                                   | Реф.                                                  |
| ----------------------------------------------------- | ------------------------------------------------------------------------ | ------------------------------------------------------------------------ | ------------------------------------------------------------------------ | ------------------------------------------------------------------------ | ------------------------------------------------------------------------ | ------------------------------------------------------------------------ | ----------------------------------------------------- | ----------------------------------------------------- | ----------------------------------------------------- |
| 1.                                                    | 5. јун 2021.                                                             | Пријатељска утакмица                                                     | Кућа фудбала, Стара Пазова                                               | Србија                                                                   | 1 : 0                                                                    | Румунија                                                                 |                                                       | [ 10 ]                                                |                                                       |
| 2.                                                    | 7. јун 2021.                                                             | Пријатељска утакмица                                                     | Кућа фудбала, Стара Пазова                                               | Србија                                                                   | 1 : 0                                                                    | Румунија                                                                 |                                                       | [ 11 ]                                                |                                                       |
| 3.                                                    | 3. септембар 2021.                                                       | Меморијални турнир „Стеван Вилотић Ћеле”                                 | Градски стадион, Суботица                                                | Србија                                                                   | 2 : 1                                                                    | Азербејџан                                                               |                                                       | [ 32 ]                                                |                                                       |
| 4.                                                    | 5. септембар 2021.                                                       | Меморијални турнир „Стеван Вилотић Ћеле”                                 | Стадион Милан Средановић, Кула                                           | Србија                                                                   | 5 : 0                                                                    | Црна Гора                                                                | Гол                                                   | [ 33 ]                                                |                                                       |
| 5.                                                    | 7. септембар 2021.                                                       | Меморијални турнир „Стеван Вилотић Ћеле”                                 | Градски стадион, Суботица                                                | Србија                                                                   | 1 : 0                                                                    | Мађарска                                                                 |                                                       | [ 34 ]                                                |                                                       |
| 6.                                                    | 10. новембар 2021.                                                       | Квалификације за Европско првенство                                      | Елбасан Арена, Елбасан                                                   | Северна Македонија                                                       | 1 : 2                                                                    | Србија                                                                   |                                                       | [ 12 ]                                                |                                                       |
| 7.                                                    | 13. новембар 2021.                                                       | Квалификације за Европско првенство                                      | Елбасан Арена, Елбасан                                                   | Албанија                                                                 | 2 : 2                                                                    | Србија                                                                   | Гол                                                   | [ 35 ]                                                |                                                       |
| 8.                                                    | 16. новембар 2021.                                                       | Квалификације за Европско првенство                                      | Егнатиа, Рогозине                                                        | Србија                                                                   | 1 : 2                                                                    | Француска                                                                |                                                       | [ 36 ]                                                |                                                       |
| 9.                                                    | 1. јун 2022.                                                             | Квалификације за Европско првенство                                      | Јанмар стадион, Алмере                                                   | Холандија                                                                | 1 : 2                                                                    | Србија                                                                   | Гол                                                   | [ 37 ]                                                |                                                       |
| 10.                                                   | 4. јун 2022.                                                             | Квалификације за Европско првенство                                      | Спортпарк Зегерслот                                                      | Украјина                                                                 | 1 : 1                                                                    | Србија                                                                   |                                                       | [ 38 ]                                                |                                                       |
| 11.                                                   | 19. јун 2022.                                                            | Европско првенство                                                       | Стадион ФК Похрон, Жјар на Хрону                                         | Србија                                                                   | 2 : 2                                                                    | Израел                                                                   | Гол                                                   | [ 39 ]                                                |                                                       |
| 12.                                                   | 22. јун 2022.                                                            | Европско првенство                                                       | СНП, Банска Бистрица                                                     | Енглеска                                                                 | 4 : 0                                                                    | Србија                                                                   |                                                       | [ 40 ]                                                |                                                       |
| 13.                                                   | 25. јун 2022.                                                            | Европско првенство                                                       | СНП, Банска Бистрица                                                     | Аустрија                                                                 | 3 : 2                                                                    | Србија                                                                   | Гол                                                   | [ 41 ]                                                |                                                       |
| 14.                                                   | 22. септембар 2022.                                                      | Меморијални турнир „Стеван Вилотић Ћеле”                                 | Градски стадион, Суботица                                                | Србија                                                                   | 3 : 1                                                                    | Финска                                                                   | Гол                                                   | [ 42 ]                                                |                                                       |
| 15.                                                   | 24. септембар 2022.                                                      | Меморијални турнир „Стеван Вилотић Ћеле”                                 | Стадион Милан Средановић, Кула                                           | Србија                                                                   | 0 : 3                                                                    | Португалија                                                              |                                                       | [ 43 ]                                                |                                                       |
| 16.                                                   | 17. новембар 2022.                                                       | Квалификације за Европско првенство                                      | Тренинг центар Петар Милошевски, Скопље                                  | Северна Македонија                                                       | 1 : 2                                                                    | Србија                                                                   | Гол · Гол                                             | [ 44 ]                                                |                                                       |
| 17.                                                   | 20. новембар 2022.                                                       | Квалификације за Европско првенство                                      | Стадион Ђорче Петров, Скопље                                             | Србија                                                                   | 4 : 0                                                                    | Сан Марино                                                               |                                                       | [ 45 ]                                                |                                                       |
| 18.                                                   | 23. новембар 2022.                                                       | Квалификације за Европско првенство                                      | Стадион Ђорче Петров, Скопље                                             | Србија                                                                   | 2 : 0                                                                    | Норвешка                                                                 | Гол                                                   | [ 46 ]                                                |                                                       |
| 19.                                                   | 22. март 2023.                                                           | Квалификације за Европско првенство                                      | Тренинг центар Краковије                                                 | Србија                                                                   | 1 : 0                                                                    | Летонија                                                                 |                                                       | [ 47 ]                                                |                                                       |
| 20.                                                   | 25. март 2023.                                                           | Квалификације за Европско првенство                                      | Стадион Гарбарниа, Краков                                                | Србија                                                                   | 1 : 3                                                                    | Израел                                                                   |                                                       | [ 48 ]                                                |                                                       |
| 20                                                    | Укупан број утакмица, постигнутих погодака и минута проведених на терену | Укупан број утакмица, постигнутих погодака и минута проведених на терену | Укупан број утакмица, постигнутих погодака и минута проведених на терену | Укупан број утакмица, постигнутих погодака и минута проведених на терену | Укупан број утакмица, постигнутих погодака и минута проведених на терену | Укупан број утакмица, постигнутих погодака и минута проведених на терену | 9                                                     |                                                       |                                                       |

| Репрезентација Србије у узрасту до 21 године старости | Репрезентација Србије у узрасту до 21 године старости                    | Репрезентација Србије у узрасту до 21 године старости                    | Репрезентација Србије у узрасту до 21 године старости                    | Репрезентација Србије у узрасту до 21 године старости                    | Репрезентација Србије у узрасту до 21 године старости                    | Репрезентација Србије у узрасту до 21 године старости                    | Репрезентација Србије у узрасту до 21 године старости | Репрезентација Србије у узрасту до 21 године старости | Репрезентација Србије у узрасту до 21 године старости |
| #                                                     | Датум                                                                    | Такмичење                                                                | Локација                                                                 | Домаћин                                                                  | Резултат                                                                 | Гост                                                                     | Мин.                                                  | Гол                                                   | Реф.                                                  |
| ----------------------------------------------------- | ------------------------------------------------------------------------ | ------------------------------------------------------------------------ | ------------------------------------------------------------------------ | ------------------------------------------------------------------------ | ------------------------------------------------------------------------ | ------------------------------------------------------------------------ | ----------------------------------------------------- | ----------------------------------------------------- | ----------------------------------------------------- |
| 1.                                                    | 12. октобар 2023.                                                        | Квалификације за Европско првенство                                      | Стадион Сити Граунд, Нотингем                                            | Енглеска                                                                 | 9 : 1                                                                    | Србија                                                                   |                                                       | [ 49 ]                                                |                                                       |
| 2.                                                    | 16. октобар 2023.                                                        | Квалификације за Европско првенство                                      | Мурнвју парк, Лурган                                                     | Северна Ирска                                                            | 1 : 2                                                                    | Србија                                                                   |                                                       | [ 50 ]                                                |                                                       |
| 3.                                                    | 21. новембар 2023.                                                       | Квалификације за Европско првенство                                      | Кућа фудбала, Стара Пазова                                               | Србија                                                                   | 2 : 0                                                                    | Луксембург                                                               |                                                       | [ 51 ]                                                |                                                       |
| 3                                                     | Укупан број утакмица, постигнутих погодака и минута проведених на терену | Укупан број утакмица, постигнутих погодака и минута проведених на терену | Укупан број утакмица, постигнутих погодака и минута проведених на терену | Укупан број утакмица, постигнутих погодака и минута проведених на терену | Укупан број утакмица, постигнутих погодака и минута проведених на терену | Укупан број утакмица, постигнутих погодака и минута проведених на терену | 0                                                     |                                                       |                                                       |